# Tolga Yılmaz
Tolga Yılmaz (* 25. Juli 1997 in Ordu) ist ein türkischer Fußballspieler. Yılmaz ist Mittelfeldspieler, kann aber auch als Flügelspieler eingesetzt werden.

## Karriere
Yılmaz spielte zunächst für die U-19 und die U-21 von Orduspor. In der Winterpause der Saison 2014/15 wurde er, aufgrund finanzieller Schwierigkeiten des Vereins, in den Profikader aufgenommen. Sein Ligadebüt als Profi gab er dann am 31. Januar 2015, dem 18. Spieltag, gegen Kayserispor, das Spiel verlor Orduspor mit 0:2.